# واشیر
واشیر (به لاتین: Washir) یک منطقهٔ مسکونی در افغانستان است که در ولسوالی واشیر واقع شده‌است. واشیر ۱٬۱۵۵ متر بالاتر از سطح دریا واقع شده‌است.